# Philipp Galen

Philipp Galen

Philipp Galen (* 21. Dezember 1813 in Potsdam als Ernst Philipp Karl Lange; † 18. Februar 1899 ebenda) war ein deutscher Schriftsteller und Arzt. Sein Pseudonym Galen, ein Anagramm seines Namens Lange, entstand mit der Veröffentlichung seines Romans Der Inselkönig. Unklar ist, ob dies ohne Autorisierung und ohne sein Wissen geschah, er diesen Namen aber dennoch forthin als Schriftsteller beibehielt (diese Version stammt von der Deutschen Hausbibliothek), oder ob er sich diesen Künstlernamen in Anlehnung an den griechischen Arzt und Forscher Galenus von Pergamon selbst gab.

## Leben
Seine Eltern waren der Hofarzt Friedrich Lange († 1886) und dessen Ehefrau Christiana Gericke. Sein Vater war Arzt für Friedrich Wilhelm III. und Friedrich Wilhelm IV.
Bereits während seiner Schulzeit entstanden erste literarische Stücke, u. a. das Theaterstück Friedrich von Rheinsberg.
Nach Abschluss seiner Schulausbildung nahm er jedoch ein Studium der Medizin in Berlin auf, um wie sein Vater Arzt zu werden. Nach dem Examen nahm er eine Stellung als Chirurg an der Berliner Charité an. Im Jahr 1845 trat er die Stellung des Assistenzarztes des Potsdamer Kadetten-Corps an. Kurze Zeit später wurde er Oberarzt und kam 1847 als Stabsarzt nach Bielefeld, wo er seine spätere Frau kennenlernte. Nach seiner Hochzeit praktizierte er für kurze Zeit als Landarzt im Teutoburger Wald. Dort widmete er sich neben seiner Arbeit wieder dem Schreiben, weil er befürchtete, mit dem harten Job des Landarztes sich und seine Familie nicht ernähren zu können. 1849 nahm er als Chefarzt am Feldzug in Schleswig teil; verschiedene andere Einsätze folgten. 1858 siedelte er nach Potsdam um. Im Alter von 70 Jahren ging Philipp Galen in den Ruhestand. Er starb im Alter von 85 Jahren in Potsdam. Nach den Angaben im Handbuch der Freimaurerei (Band 1. 1900, S. 593f.) war Galen Mitglied im Bund der Freimaurer.

## Werk
Aus seiner Ehe mit Marie Louise Körner, einer Anverwandten von Friedrich Körner, stammt seine Tochter Else Galen-Gube, die ebenfalls Schriftstellerin wurde. Sie verfasste hauptsächlich Gedichte und Novellen und ließ den Roman ihres Vaters Der Strandvogt von Jasmund 1905 neu auflegen. In dem auf Rügen Kultstatus innehabenden Roman beschrieb er in einer historisierenden Erzählung Rügen während der Zeit der französischen Besatzung (1807 bis 1813) im Stil eines Mantel- und Degenromans. Der Strandvogt von Jasmund wurde nach 1905 vielfach nach Gusto des Zeitalters gekürzt neu aufgelegt, beispielsweise in Leipzig oder später in Berlin in den DDR-Reihen Kompass oder Spannend erzählt. Die kürzeste Nacherzählung ist das in A6 1938 bei der Meynkeschen Verlagsbuchhandlung erschienene, nacherzählte Geschichtchen mit 120 Seiten. Das Original von 1958 war dreibändig auf Dünndruckpapier. Die heutige Ausgabe von 1997 beim Verlag ostSeh umfasst in einem Band immerhin 624 Seiten.
Lange Zeit war nicht bekannt, warum Galen Rügen und den Ostseeraum so gut kannte. Zwischenzeitlich wurde über die Forschung zur Abenteuerliteratur AbLIT bekannt, dass seine Freundschaft zu Balduin Möllhausen dafür verantwortlich sein dürfte. Dieser zehn Jahre jüngere Abenteuerschriftsteller, der selbst Expeditionen durchführte, wuchs bei Garz auf Rügen als Pflegesohn in einer Familie auf.
Beide Schriftsteller gelten heute als Begründer des damals noch unbekannten Genres der Abenteuerliteratur. Karl May ließ sich wohl (so das Karl-May-Museum Radebeul) von diesen beiden inspirieren. Aus Bielefeld existiert noch eine Handschrift Galens, in der er sich bei seiner Gesprächspartnerin vom Vorabend verabschiedet und ihr Grüße für jemanden aufträgt.
Sein literarisches Schaffen umfasst hauptsächlich Romane und Erzählungen sowie ein Theaterstück. Seine Romane sind hauptsächlich Gesellschaftsromane; sein bedeutendstes und heute noch regelmäßig verlegtes Werk, der Roman Der Irre von St. James, gilt als Kriminalroman. Bei Erscheinen wurde Galen lange Zeit des Plagiats bezichtigt, da er selbst nie in England war und die britische Kritik dennoch seine Schilderung von Land und Leuten als brillant einstufte. Viele Anregungen für seine Werke erhielt er durch seine Tätigkeit als Arzt. Mitunter wird er als der deutsche Walter Scott bezeichnet.
Waren die Stoffe seiner Handlungen in wenigstens vier Fällen in seinen frühen Jahren im Ostseeraum angesiedelt, verlagerte sich sein Schaffensschwerpunkt mit seinem Reiseschwerpunkt später in die Schweiz.
Lesungen zu und über, vor allem jedoch mit den Romanen von Ernst Philipp Carl Lange oder Philipp Galen, finden noch heute an verschiedenen Plätzen Rügens statt.

## Familie
Er heiratete am 27. April 1847 Marie Körner (* 19. Februar 1829), die Tochter des Polizeisekretärs Gustav Adolf Körner (* 16. September 1791; † 16. September 1868) und dessen zweiter Frau Wilhelmine Luise Crusius (* 17. Juni 1796; † 11. September 1872).
Das Paar hatte wenigstens eine gemeinsame Tochter namens Elisabeth (* 22. Dezember 1868; † 14. Februar 1922), die mit Carl Gube (* 9. Juli 1864 in Ueckermünde; † 4. November 1900 in Potsdam) verheiratet war, einem Ingenieur und Ziegeleibesitzer sowie Vorstandsmitglied im Verband Deutscher Tonindustrieller.

## Werke

### Romane
- Der Inselkönig, Leipzig 1852, 5 Bände (Digitalisate: Band 1, Band 2, Band 3, Band 4, Band 5)
- Der Irre von St. James, Leipzig 1853, 4 Bände. Neuausgabe Hofenberg, Berlin 2018, ISBN 978-3-7437-2319-1.
- Fritz Stilling, Erinnerungen aus dem Leben eines Arztes, Leipzig 1854, 4 Bände
- Walter Lund, Leipzig 1854, 4 Bände
- Andreas Burns und seine Familie, Leipzig 1856, 4 Bände
- Baron Brandau und seine Junker, Leipzig 1858
- Emery Glandon, Leipzig 1859
- Der Strandvogt von Jasmund, Lebensbild während der Rügenschen Besatzung durch die Franzosen (1807 bis 1813), Leipzig 1860, 4 Bände (Digitalisate: Band 1, Band 2, Band 3, Band 4) 
  - Gekürzte und bearbeitete Ausgabe mit Illustrationen von Gerhard Rappus:
    - Band 110 in der Reihe „Spannend erzählt“, Verlag Neues Leben, Berlin 1972; Reprint ISBN 978-3-944102-40-5, Demmler Verlag, Ribnitz-Damgarten 2021
    - Band 306 in der „Kompass-Bücherei“,  Verlag Neues Leben, Berlin 1983

  - Überarbeitete, originale Ausgabe ostSeh redaktionsbureau & verlag, 1997, 1998, ISBN 3-00-001804-2 nach Ausgabe Else Galen-Gube 1905
- Der Sohn des Gärtners, Leipzig 1861
- Die Insulaner, Rugianisches Charakterbild, Leipzig 1861, 4 Bände (spielt auf der Insel Öhe)
- Der Leuchtturm auf Cap Wrath, Leipzig 1862
- Der grüne Pelz, Leipzig 1863, 2 Bände
- Die Tochter des Diplomaten, Leipzig 1865, 4 Bände
- Der Erbe von Bettys Ruh, Leipzig 1866
- Das Irrlicht von Argentieres, Berlin 1867, 3 Bände
- Der Löwe von Luzern, Berlin 1869, 5 Bände
- Irene die Träumerin, Berlin 1873, 3 Bände
- Die Rastelbinder, Berlin 1874, 3 Bände
- Der Alte vom Berg, Berlin 1875, 3 Bände
- Der Einsiedler vom Abendberg, Berlin 1875, 3 Bände (Digitalisat).
- Frei vom Joch, Berlin 1878, 3 Bände
- Die Fürstendiener, Leipzig 1880, 4 Bände
- Die Perle von der Oie, Leipzig 1880, 4 Bände
- Der Meier von Monjardin, München 1891, 2 Bände

### Erzählungen
- Jane, die Jüdin, Berlin 1867, 3 Bände. Neuausgabe Hofenberg, Berlin 2018, ISBN 978-3-7437-2858-5.
- Die Moselnixe, Berlin 1877, 3 Bände
- Der Pechvogel und andere Erzählungen, mit einer Einleitung von Hans Ziegler, 1883, 4 Bände

### Dramen
- Friedrich in Rheinsberg, Berlin 1871 (Digitalisat)